# Gesellschaft für Umweltsimulation
Die Gesellschaft für Umweltsimulation e.V. (GUS) ist eine wissenschaftlich-technische Fachgesellschaft, die dem Thema Umweltsimulation gewidmet ist.
Sie hat ihren Sitz im Fraunhofer-Institut für Chemische Technologie in Pfinztal. Sie wurde 1969 gegründet.
Mitglieder sind Einzelpersonen und Firmen, die Methoden der Umweltsimulation entweder für ihre Produktentwicklung nutzen oder als Dienstleistung anbieten, sowie Institutionen und Forschungseinrichtungen. Über die GUS sind zahlreiche Umweltlabore vernetzt, die über die Geschäftsstelle bei speziellen Anforderungen angefragt werden können.
Die fachliche Arbeit findet in Arbeitskreisen und bei der Jahrestagung im Frühjahr statt. Diese dienen dem Erfahrungs- und Meinungsaustausch in der technischen Anwendung, sowie der wissenschaftlichen Weiterentwicklung des Fachgebietes.
Die GUS ist Mitglied des europäischen Dachverbandes CEEES.

## Abgrenzung zur Ökologie
Die Umweltsimulation befasst sich mit den Einwirkungen der Umwelt im weitesten Sinn auf Produkte sowie der Rückwirkung der Produkte auf die Umwelt.
Ökologische Fragestellungen sind dabei ein Teilaspekt. Die modellhafte Simulation von Ökosystemen o. ä. ist nicht Gegenstand der Umweltsimulation.